# Abraham Mendle
Abraham Mendle (* in Kriegshaber; †  6. Januar 1767 in München) auch Mändle geschrieben, war ein Pferdehändler und kurbayerischer Hoffaktor.

## Leben
Mendle wuchs im jüdischen Teil des heutigen Stadtteils von Augsburg-Kriegshaber auf. Sein Vater war ein Pferdehändler. Er stattete 1706, das nach dem Spanischen Erbfolgekrieg seiner Pferde beraubte Augsburger-Dragonerregiment aus. Abraham Mendles erste Pferdebelieferung an die Kurbayerische Armee ist für das Jahr 1732, mit 90 Pferde an das Kürassierregiment-Rechberg dokumentiert. Ein Achtmonatsvertrag aus dem Jahre 1735 umfasste die Lieferung von Brot und Fourage nach Donauwörth und im späteren Österreichischen Erbfolgekrieg die Beschaffung von Zelten, Patronentaschen, Bayonettkuppeln, Flintenriemen und Kollern. Im Jahre 1741 stattet er das neu aufgestellte „Prager-Regiment“ mit Pferden aus.
Rechnungen belegen, dass Mendle beauftragt war, das Pferdematerial für die Kaiserkrönung von Karl VII., dem früheren bayerischen Kurfürsten Karl Albrecht am 12. Februar 1745 in Frankfurt zu besorgen. Zum Ausbruch des Siebenjährigen Krieges 1756 war Mendle zuständig für die Truppenbelieferung von Brot, Heu, Holz, Stroh und Hafer. Im Jahre 1758 wurde sein Vertrag nicht mehr erneuert. Der neue militärische Generalproviantdirektor konnte sein Amt aber nicht zur Zufriedenheit der Krone ausführen, so dass Mendle diese Funktion wieder übernahm.
Mendle erhielt das Recht eine Waffe zu tragen und er musste mit „Herr“ angesprochen werden. Er hatte beim Hofkriegsrat einen Vertreter namens Lazarus Lemmle, der dort seine juristischen Angelegenheiten in Vertretung regelte. Am 6. Januar 1767 verstarb Abraham Mendle in München. Der Hofkriegsrat verfügte, dass zwei Mann des kurfürstlich-bayerischen Leibregiments seinen Sarg bis zum Jüdischen Friedhof Kriegshaber begleiteten. Mendles Witwe führte nach Abrahams Tod einen Prozess um die Finalabrechnung in Höhe von 36.838 Gulden. Der Prozess ging verloren und die 71-jährige Witwe Mendle erhielt aufgrund ihrer Notlage eine Entschädigung von 100 Gulden. Zwischen Abrahams Sohn Moses Mendle und dem kurbayerischen Hof wurden die Geschäftsbeziehungen fortgeführt.

## Belieferungen an die Kurbayerische Armee

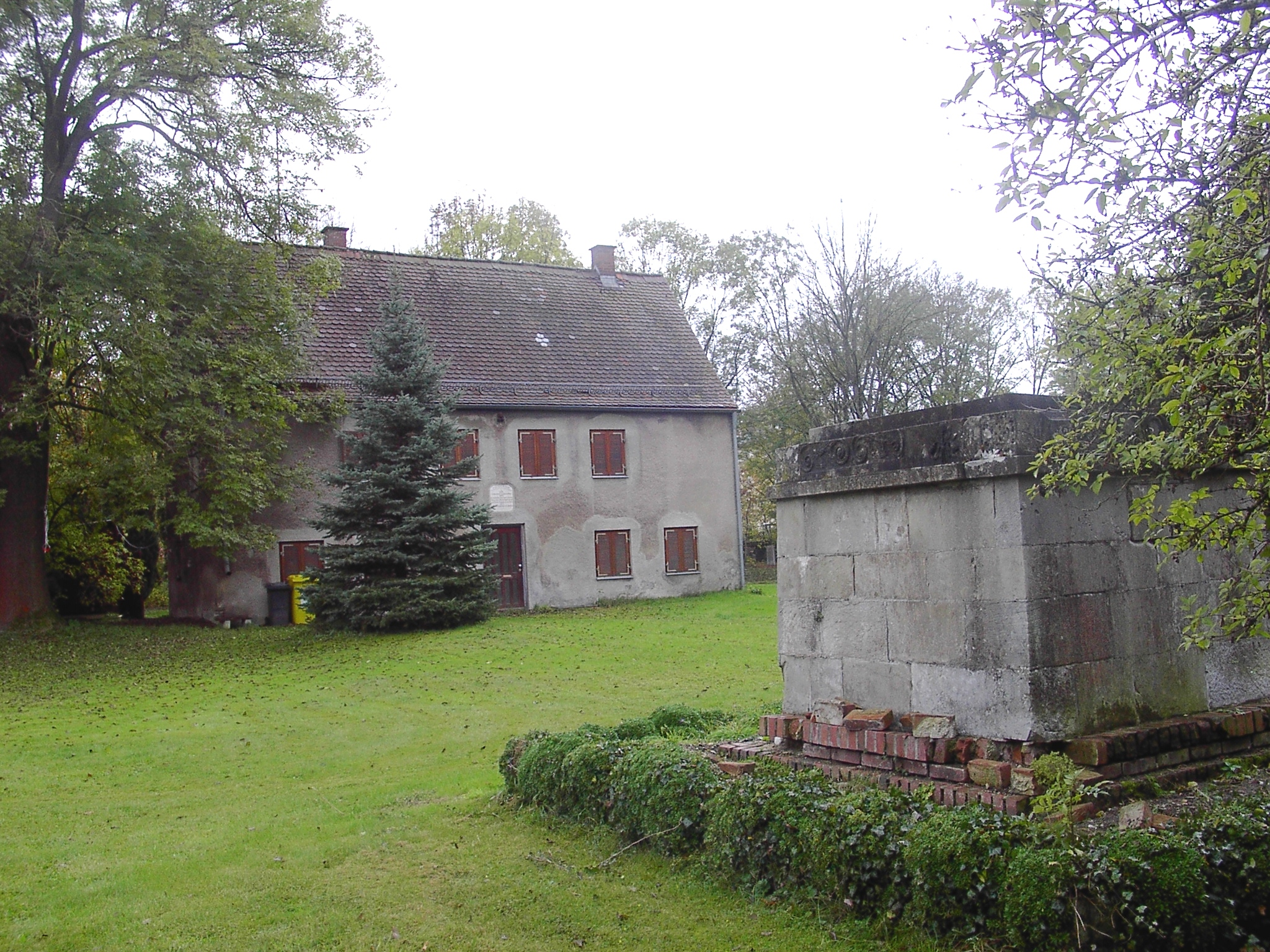
Jüdischer Friedhof Kriegshaber (2007)

Mendle belieferte in den Jahren 1741 bis 1744 die Kurbayerische Armee mit 7857 Pferden was bei einem Stückpreis von 80 bis 105 Gulden pro Pferde einen Umsatz von über 700.000 Gulden ergibt.
- Kürassier-Regiment 				         2146 Pferde
- Dragoner-Regiment 				         4081 Pferde
- Artillerie-Regiment 				         1520 Pferde
- Freikompagnie Grenzschutz		                  110 Pferde

- Summe 					                  7857 Pferde

Mendle war auch für die Ausmusterung der älteren Pferde, Reduzierungen und Rücknahme wegen eventueller Mängel verantwortlich.